# Stafidokampos
Stafidokampos (greacă Σταφιδόκαμπος ) este un oraș în Grecia în prefectura Elida.